# 京極高景
京極 高景（きょうごく たかかげ）は、江戸時代後期の大名。丹後国峰山藩10代藩主。官位は従五位下右近将監。

## 略歴
肥前国島原藩2代藩主・松平忠馮の六男として誕生。幼名は滝之進。
先代藩主・京極高鎮が天保5年（1834年）に死去したため、その養嗣子となって跡を継いだ。しかし、天保の大飢饉で多数の餓死者を出したうえ、天保の改革で商業的な悪影響を受けるなど、藩政は多難であった。嘉永2年（1849年）3月7日、長男・高富に家督を譲って隠居する。文久3年（1863年）7月20日、江戸で死去した。享年53。法号は成徳院行誉高景道完。墓所は京都府京丹後市峰山町吉原の安泰山常立寺。

## 系譜
- 父：松平忠馮（1771-1819）
- 母：不詳
- 養父：京極高鎮（1811-1834）
- 正室：山口弘致娘
- 生母不明の子女
  - 長男：京極高富（1836-1889）